# David Treuer
David Treuer, né le 21 octobre 1970 à Washington DC, est un écrivain américain.

## Biographie
Son père, juif autrichien, a émigré aux États-Unis en 1938, et sa mère est une amérindienne Ojibwé. Il a grandi dans la réserve indienne de Leech Lake, au nord du Minnesota.
Il a étudié à l'université de Princeton et a obtenu son diplôme en 1992 après avoir écrit deux thèses – une au département d'anthropologie et une dans le cadre du programme Princeton pour l'écriture créative. À Princeton, il a fréquenté Joanna Scott et Paul Muldoon. Sa directrice de thèse était l'écrivain Toni Morrison, lauréate du prix Nobel de littérature en 1993.
Il a publié son premier roman, Little, en 1995. Son second livre, The Hiawatha, a suivi en 1999. Il a publié deux livres simultanément à l'automne 2006 : Le Manuscrit du docteur Apelle et Native American Fiction: A User's Manual.
Il enseigne à l'université du Minnesota, à Minneapolis.

## Prix et récompenses
Le Manuscrit du docteur Apelle a été nommé « Meilleur livre de l'année 2006 » par le Washington Post, le Minneapolis Star Tribune, le Time Out Chicago et City Pages.

## Œuvres
Traductions françaises
- Little, éditions Albin Michel, 1998
- Comme un frère, éditions Albin Michel, 2001
- Le Manuscrit du docteur Apelle, éditions Albin Michel, 2007
- Indian Roads, éditions Albin Michel, 2014
- Et la vie nous emportera , éditions Albin Michel, 2016
- Notre cœur bat à Wounded Knee : L’Amérique indienne de 1890 à aujourd'hui, éditions Albin Michel, 2021
- Native American Fiction: A User's Manual, 2006